# Siutghiol
Siutghiol je laguna na pobřeží Černého moře, v župě Constanța, v Dobrudži, v Rumunsku. Má délku 7,5 km a šířku 2,5 km; rozlohu má 19 km2. Maximální hloubku má 18 metrů.
Na západní straně laguny je malý ostrov (2 ha), tvořený křídovými usazeninami, s názvem Ovidiu (Ovidiúv ostrov); na ostrově je rybářská restaurace. Na východní straně laguny je letovisko Mamaia, které leží na pásu země o délce 8 km a šířce 300 m, který je mezi Černým mořem a lagunou Siutghiol.

## Reference

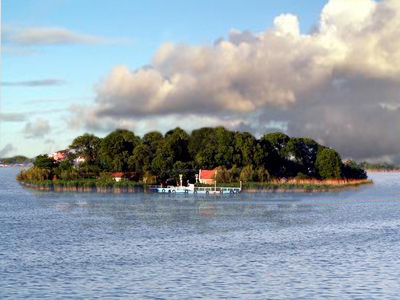
Ovidiův ostrov